# 55 Рака e
55 Рака e (або 55 Cancri e) — надземля з масою 8,63 ± 0,35 мас Землі. Відкрита 2004 року телескопом Хоббі — Еберлі. У діаметрі небесне тіло становить майже 26 000 км. Вона масивніше Землі у вісім разів, але значно менша, ніж газовий гігант Уран або Нептун.
Надземля 55 Рака e виявлена також Nordic Optical Telescope — з наземного телескопа на острові Ла-Пальма — одному з Канарських островів, що знаходяться біля західного африканського узбережжя.

## Дослідження

Анімаційна модель 55 Рака e

Докладніші дослідження планети були проведені при спостереженні за допомогою канадського мікросупутника MOST її транзиту: під час проходження надземлі диском зірки світність останньої знижується на 0,02 %. Цього факту було досить, аби вичислити діаметр планети, що становить близько 2,00 ± 0,14 діаметра Землі.
Відомості ж, отримані при транзиті інфрачервоним космічним телескопом «Спітцер», дають радіус «надземлі» — 2,193 ± 0,14 земного, що збігається з відомостями, наданими MOST.
2014 року астрономам 2,5-метрового Північного оптичного телескопа, розташованого на іспанському острову Пальма вдалося зафіксувати проходження перед зіркою 55 Рака A надземлі 55 Рака e, що затьмарила світило на 0,05% майже на дві години.

## Характеристики
Спочатку астрономи вважали, що такі радіус і маса говорять або про те, що на планеті є товста воднево-гелієва атмосфера, або присутня оболонка з води.
Та оскільки температура на денному боці планети перевищує 2000 K, стабільна оболонка з води неможлива. За новими дослідженнями, 55 Рака e у своєму складі, найрідше, містить велику частку вуглецю, який у її надрах утворює грубі шари з різних модифікацій, наприклад, графіту й алмазу. При цьому, води в складі планети майже немає.

## Виноски
1. ↑  Dawson, Rebekah I.; Fabrycky, Daniel C. (10 жовтня 2010) [21 May 2010 (v1)]. Radial velocity planets de-aliased. A new, short period for Super-Earth 55 Cnc e. The Astrophysical Journal. 722 (1): 937—953. arXiv:1005.4050. Bibcode:2010ApJ...722..937D. doi:10.1088/0004-637X/722/1/937.
2. 1 2  Winn, Joshua N.; Matthews, Jaymie M.; Dawson, Rebekah I.; Fabrycky, Daniel; Holman, Matthew J.; Kallinger, Thomas; Kuschnig, Rainer; Sasselov, Dimitar; Dragomir, Diana; Guenther, David B.; Moffat, Anthony F.J.; Rowe, Jason F.; Rucinski, Slavek; Weiss, Werner W. (10 серпня 2011) [27 Apr 2011 (v1)]. A Super Earth Transiting a Naked-Eye Star. The Astrophysical Journal Letters. 737 (1): L18. arXiv:1104.5230. Bibcode:2011ApJ...737L..18W. doi:10.1088/2041-8205/737/1/L18.
3. ↑  McArthur, Barbara E.; Endl, Michael; Cochran, William D.; Benedict, G. Fritz; Fischer, Debra A.; Marcy, Geoffrey W.; Butler, R. Paul; Naef, Dominique; Mayor, Michel (8 вересня 2004). Detection of a Neptune-Mass Planet in the ρ1 Cancri System Using the Hobby-Eberly Telescope. The Astrophysical Journal (англ.). Т. 614, № 1. с. L81. doi:10.1086/425561. ISSN 0004-637X. Процитовано 25 червня 2024.
4. ↑  Астрономы уточнили некоторые сведения о ближайшей к нам экзопланете [Архівовано 2013-05-02 у Wayback Machine.]04.05.2011
5. ↑  Kaspar von Braun, Tabetha S. Boyajian, Theo A. ten Brummelaar, Stephen R. Kane, Gerard T. van Belle, David R. Ciardi, Sean N. Raymond, Mercedes Lopez-Morales, Harold A. McAlister, Gail Schaefer, Stephen T. Ridgway, Laszlo Sturmann, Judit Sturmann, Russel White, Nils H. Turner, Chris Farrington, P.J. Goldfinger A Possible Carbon-rich Interior in Super-Earth 55 Cancri e [Архівовано 4 листопада 2015 у Wayback Machine.] 9 жовтня 2012 року
6. ↑  За допомогою телескопа на Землі зафіксовано прохождення надземлі перед зіркою. Архів оригіналу за 23 вересня 2015. Процитовано 1 січня 2015.
7. ↑  Велетенський водний світ виявлений біля зорі 55 Рака [Архівовано 6 вересня 2016 у Wayback Machine.] Космос-Журнал; 26 жовтня 2011 року
8. ↑  Суперземля в созвездии Рака может быть гигантским алмазом|quote=Большая каменистая экзопланета, вращающаяся вокруг звезды 55 Cnc в созвездии Рака на расстоянии в 40 световых лет от Земли, может оказаться не водной «суперземлей», а гигантским алмазом, заявляют астрономы в статье, опубликованной в журнале Astrophysical Journal Letters [Архівовано 2013-06-07 у Wayback Machine.] 11 жовтня 2012 року
9. ↑  Архівована копія. Архів оригіналу за 17 квітня 2017. Процитовано 16 квітня 2017.{{cite web}}:  Обслуговування CS1: Сторінки з текстом «archived copy» як значення параметру title (посилання)